# Función de Herglotz-Zagier
En matemáticas, la función de Herglotz–Zagier, llamada así en honor a Gustav Herglotz y Don Zagier, es la función

{\displaystyle F(x)=\sum _{n=1}^{\infty }\left\{{\frac {\Gamma ^{\prime }(nx)}{\Gamma (nx)}}-\log(nx)\right\}{\frac {1}{n}}.}

introducida por Zagier (1975), que la usó para obtener una fórmula límite de Kronecker para los cuerpos cuadráticos reales.